# Johan Schans

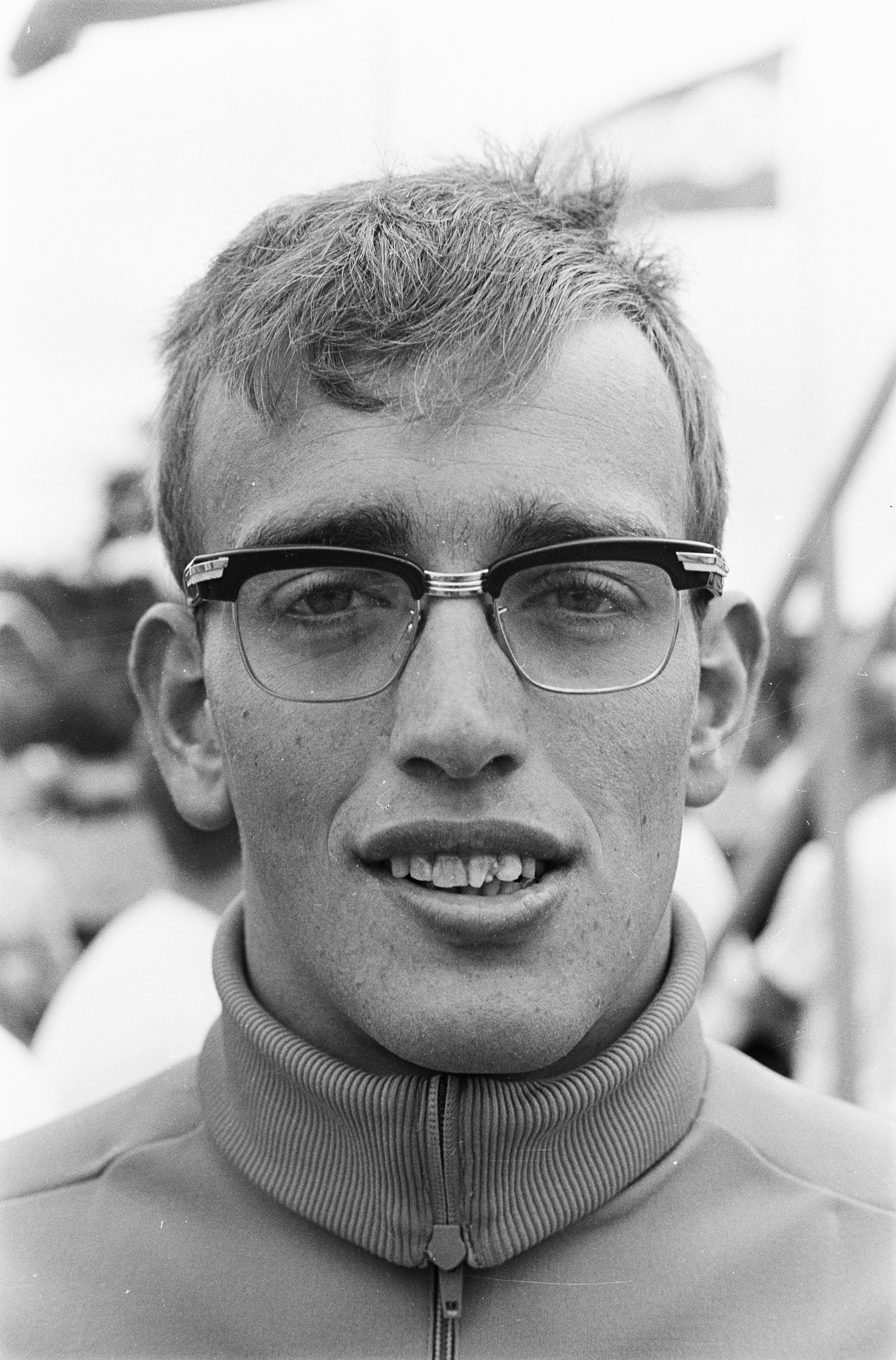
Johan Schans in 1968

Johannes (Johan) Schans (Utrecht, 14 mei 1949) is een voormalig topzwemmer op de vrije slag, die namens Nederland eenmaal deelnam aan de Olympische Spelen: Mexico-Stad 1968.
Daar strandde de zwemmer van Vechtstreek, trainer Joop van Rheenen voortijdig; op de individuele 200 meter vrije slag kwam Schans niet verder dan de 23ste plaats (2.04,1). Op de 4x200 meter vrije slag waren de series eveneens het eindstation: elfde plaats, met een 2.04,2 van Schans als tweede zwemmer. Zijn collega's in die race waren Dick Langerhorst (startzwemmer), Aad Oudt (derde zwemmer) en Elt Drenth (slotzwemmer).
In 1969 werd Schans marathonzwemmer. In zijn eerste jaar als profzwemmer werd hij 2e van de wereld. In 1970 werd Schans wereldkampioen. In 1971 werd hij 5e van de wereld. In 1972 en 1973 werd hij 3e van de wereld. Hij won vele wedstrijden in Noord- en Zuid-Amerika, in Syrië, Egypte en in Canada. Schans was wereldrecordhouder op de 10 mijl in 1969, 1970 en 1973.